# Оксигексафторотанталат калия
Оксигексафторотанталат калия — неорганическое соединение, комплексная соль металла тантала и оксигексафторотанталовой кислоты с формулой K3[TaOF6]. При нормальных условиях представляет собой белые кристаллы.

## Получение
- Реакция фторида калия с оксидом тантала(V) в водном растворе:

{\displaystyle {\mathsf {Ta_{2}O_{5}+12KF+3H_{2}O\ {\xrightarrow {}}2K_{3}[TaOF_{6}]+6KOH}}}

## Физические свойства
Оксигексафторотанталат калия образует белые кристаллы.

## Химические свойства
- Реагирует с плавиковой кислотой c образованием фторотанталатов:

{\displaystyle {\mathsf {K_{3}[TaOF_{6}]+2HF\ {\xrightarrow {}}K_{2}[TaF_{7}]+KF+H_{2}O}}}